# Pierre-François Pistorio
Pour les articles homonymes, voir Pistorio.
Pierre-François Pistorio, né le 24 janvier 1957 à Vernon (Eure), est un acteur, chanteur et directeur artistique français.

## Biographie
Né dans l'Eure, Pierre-François Pistorio débute à quinze ans à la télévision dans le feuilleton historique Les Thibault. 
La même année, on le voit au cinéma dans Le Bar de la Fourche aux côtés de Jacques Brel. Il est révélé au grand public l'année suivante avec le feuilleton télévisé Paul et Virginie aux côtés de Véronique Jannot, au cinéma dans Le Fantôme de la liberté de Luis Buñuel, et au théâtre dans la création de L'Exil de Henry de Montherlant avec Martine Sarcey.
À vingt ans, parallèlement à sa carrière, il crée le « théâtre de l'Arrosoir », atelier destiné à la création théâtrale, à Vernon, sa ville natale, avec ses deux amis Jean-Christophe Barbaud et Frédéric Révérend. En 2017, ce petit atelier théâtral fête ses 40 ans d'existence.
Il participe par la suite à une trentaine de tournages pour la télévision et le cinéma et plus de soixante-dix créations théâtrales.
En parallèle, il est aussi une des voix récurrentes du doublage français en la prêtant régulièrement à Jet Li, John Michael Higgins, Tim Guinee, Adrian Pasdar, Philip Casnoff, James Spader et anciennement à Antonio Banderas. Dans l'animation, il est la voix du Docteur Doofenshmirtz dans Phinéas et Ferb, Gecko Moria dans One Piece, Dusty dans Paradise Police, du sous-directeur dans GTO ou encore du principal PC dans South Park.

## Théâtre (liste sélective)
- Le Chandelier d'Alfred de Musset, mise en scène Hervé Boudin
- Ondine de Jean Giraudoux, m.e.s. Bernard De Coster, 1979
- L'Exil de Henry de Montherlant, m.e.s. Bernard Ristroph
- Les Rustres, m.e.s. Jean-François Rémy Festival du marais
- La Fausse Suivante de Marivaux, m.e.s. Jean-François Rémy
- Les Caprices de Marianne d'Alfred de Musset, m.e.s. Robert Fortune
- Une saison en enfer d'Arthur Rimbaud, m.e.s. Mehmet Eksel au Lucernaire et à l'Espace Cardin
- La Ville de Paul Claudel, m.e.s. Anne Delbée
- Les Brigands de Friedrich Schiller, m.e.s. Anne Delbée au Théâtre de la Ville, Paris
- Le Crépuscule du théâtre de Henri-René Lenormand, m.e.s. Anne Delbée
- Boulevard du mélodrame de Juan Pineiro, m.e.s. Alfredo Arias
- L'Oiseau bleu de Maurice Maeterlinck, m.e.s. Alfredo Arias
- Le Jeu de l'amour et du hasard de Marivaux, m.e.s. Alfredo Arias
- Une saison en enfer d'Arthur Rimbaud, m.e.s. Gabriel Chamé (reprise au musée Georges Pompidou pour le centenaire du poète)
- Le mal court de Jacques Audiberti, m.e.s. Jean-Louis Thamin
- La Nuit et le Moment de Crébillon fils, m.e.s. Jean-Louis Thamin
- La Vie parisienne de Jacques Offenbach, m.e.s. Alain Françon Avec l'opéra de Lyon Hors les murs
- Je veux voir Mioussov de Valentin Kataïev, m.e.s. Catherine Schaub au Montmartre Galabru, Paris
- Les Caprices de Marianne d'Alfred de Musset, m.e.s. Sébastien Azzopardi au Lucernaire
- Trazom (comédie musicale), m.e.s Dorine Hollier, aux Variétés, Paris
- Cent millions qui tombent de Georges Feydeau, m.e.s. Rémy Préchac au Palace, Paris

## Filmographie

### Cinéma
- 1972 : Le Bar de la Fourche d'Alain Levent
- 1974 : Le Fantôme de la liberté de Luis Buñuel
- 1975 : Section spéciale de Costa-Gavras
- 1980 : Les Fourberies de Scapin de Roger Coggio
- 1984 : L'Addition de Denis Amar
- 1985 : Train d'enfer de Roger Hanin

### Télévision

#### Téléfilms (principaux)
- 1973 : Les Thibault, d'André Michel, d'après Roger Martin du Gard
- 1975 : La Seconde, de Hervé Bromberger d'après Colette
- 1977 : L'Italien ou le Confessionnal des pénitents noirs d'Alain Boudet
- 1981 : Exil de Egon Günther
- 1982 : La Tendresse de Bernard Queysanne
- 1996 : Mars ou la Terre ? de Bertrand Arthuys

#### Séries télévisées
- 1974 : Paul et Virginie   de Pierre Gaspard-Huit : Paul
- 1975 : Salvator et les Mohicans de Paris de Bernard Borderie - épisodes #2.1-2 : Le duc de Neumours
- 1978 : Messieurs les jurés : L'Affaire Servoz d'André Michel
- 1982 : Les Confessions du chevalier d'industrie Félix Krull de Bernhard Sinkel : Venosta
- 1991 : Série rose, épisode Le Style Pompadour de Michel Boisrond : Louis XV
- 1993 : Van Loc : un grand flic de Marseille , épisode La Grenade de Claude Barrois : Philipp Muller, dit 'L'Allemand'
- 2007 : Avocats et Associés - 2 épisodes :
  - Remise en cause (2000) : Alexandre Grigon
  - La lutte finale (2007) : Avocat Général

## Doublage
Note : Les dates en italique correspondent aux sorties initiales des films dont Pierre-François Pistorio a assuré le redoublage ou le doublage tardif.

### Cinéma

#### Films
- Antonio Banderas dans (17 films) :
  - La Maison aux esprits (1993) : Pedro Tercero Garcia
  - D'amour et d'ombres (1994) : Francisco
  - Desperado (1995) : El Mariachi
  - Le Masque de Zorro (1998) : Alejandro Murrieta / Zorro
  - The White River Kid (1999) : Morales Pittman
  - Le Tombeau (2001) : père Matt Gutierrez
  - Il était une fois au Mexique... Desperado 2 (2003) : El Mariachi
  - La Légende de Zorro (2005) : Alejandro Murrieta / Zorro
  - The Other Man (2008) : Ralph
  - The Code (2009) : Gabriel Martin
  - Vous allez rencontrer un bel et sombre inconnu (2010) : Greg Clemente
  - Elle s'appelle Ruby (2012) : Mort
  - Machete Kills (2013) : le Caméléon (4e transformation)
  - Black Butterfly (2017) : Paul Lopez
  - Gun Shy (2017) : Turk Henry
  - The Music of Silence (2017) : Maestro
  - Cult Killer (2024) : Mikeal Tallini

- Jet Li dans (16 films) :
  - Swordsman 2 (1992) : Lingwu Chung
  - Evil Cult (1993) : Chang Mo Kei
  - Tai-Chi Master (1993) : Zhang Junbao
  - Claws of Steel (1993) : Wong Fei-Hung
  - The Defender (1994) : Allan Hui Ching Yeung / John Chang
  - Fist of Legend (1994) : Chen Zhen
  - Agent spécial (1995)[3] : Kung Wei
  - Hitman (1998) : Fu / Hitman
  - L'Arme fatale 4 (1998) : Wah Sing Ku
  - Rogue : L'Ultime Affrontement (2007) : Rogue
  - Expendables : Unité spéciale (2010) : Yin Yang
  - Dragon Gate, la légende des Sabres volants (2011) : Zhou Huai'an
  - Expendables 2 : Unité spéciale (2012) : Yin Yang
  - Badge of Fury (2013) : Huang Feihong
  - Expendables 3 (2014) : Yin Yang
  - Mulan (2020) : l'empereur de Chine

- John Michael Higgins dans (7 films) :
  - La Rupture (2006) : Richard Meyers
  - Evan tout-puissant (2007) : Higgins
  - Frère Noël (2007) : Willy
  - Thérapie de couples (2009) : thérapeute no 1
  - The Hit Girls (2013) : John Smith
  - Pitch Perfect 2 (2016) : John Smith
  - Pitch Perfect 3 (2017) : John Smith

- Michael Nyqvist dans (6 films) :
  - Millénium (2009) : Mikael Blomkvist
  - Millénium 2 : La Fille qui rêvait d'un bidon d'essence et d'une allumette (2010) : Mikael Blomkvist
  - Millénium 3 : La Reine dans le palais des courants d'air (2010) : Mikael Blomkvist
  - Identité secrète (2011) : Nikola Kozlow
  - John Wick (2014) : Viggo Tarasov
  - Colonia (2016) : Paul Schäfer

- Stanley Tucci dans (5 films) :
  - Milliardaire malgré lui (1994) : Eddie Biasi
  - Les Imposteurs (1998) : Arthur
  - Artifices et Spaghetti (en) (2001) : Giovanni Bazinni
  - Le Terminal (2004) : Frank Dixon
  - Panique à Hollywood (2008) : Scott Solomon

- Charly Hübner dans (4 films) :
  - Bibi et Tina, le film (2014) : Hans Kakmann
  - Bibi et Tina : Complètement ensorcelée ! (2014) : Hans Kakmann
  - Bibi et Tina : Filles contre garçons (2016) : Hans Kakmann
  - Bibi et Tina : Quel tohubohu (2017) : Hans Kakmann

- Hugh Grant dans :
  - Escrocs mais pas trop (2000) : David
  - Glass Onion : Une histoire à couteaux tirés (2022) : Phillip
  - Heretic (2024) : M. Reed

- Tom Hollander dans :
  - Rochester, le dernier des libertins (2004) : George Etherege
  - Une grande année (2006) : Charlie Willis
  - The King's Man : Première Mission (2021) : George V / Percival / Guillaume II / Nicolas II

- Ned Bellamy dans :
  - Faux Amis (2005) : Sidney
  - Father Stu (2022) : Dr Novak
  - Family Switch (2023) : M. Hanes

- Kyle MacLachlan dans :
  - La Famille Pierrafeu (1994) : Cliff VanderGrotte
  - Echo Valley (2025) : Richard Garrett

- Justin Theroux dans :
  - American Psycho (2000) : Timothy Bryce
  - L'Espion qui m'a larguée (2018) : Drew Thayer

- Reed Diamond dans :
  - Spider-Man 2 (2004) : Algernon
  - Good Night and Good Luck (2006) : John Aaron

- Luke Goss dans :
  - Le Boss (2005) : Joey
  - Tekken (2010) : Steve Fox

- Dwight Yoakam dans :
  - Hyper Tension (2006) : Dr Miles
  - Hyper Tension 2 (2009) : Dr Miles

- Eddie Izzard dans :
  - Ocean's Thirteen (2007) : Roman Nagel
  - Le Monde de Narnia : Le Prince Caspian (2008) : Ripitchip (voix)

- Benicio del Toro dans :
  - Che, 1re partie : L'Argentin (2008) : Che Guevara
  - Che, 2e partie : Guerilla (2008) : Che Guevara

- Óscar Jaenada dans :
  - Pirates des Caraïbes : La Fontaine de Jouvence (2011) : le conquistador espagnol
  - Sans issue (2012) : Maximo

- Michael Peña dans :
  - La Défense Lincoln (2011) : Jesus Martinez
  - American Bluff (2013) : Paco Hernandez / Sheik Abdullah

- Michael Stuhlbarg dans :
  - Sept Psychopathes (2012) : Tommy
  - The Instigators (2024) : M. Besegai

- Christoph Waltz dans :
  - Django Unchained (2013) : Dr King Schültz
  - Alita: Battle Angel (2019) : Dr Dyson Ido

- Marton Csokas dans :
  - The Amazing Spider-Man : Le Destin d'un héros (2014) : Dr Ashley Kafka
  - Voice from the Stone (2017) : Klaus Rivi

- 1977[n 1] : Peter et Elliott le dragon : Hoagy (Red Buttons)
- 1979 : Monty Python : La Vie de Brian : Ponce Pilate, le deuxième roi mage, Nisus Wettus (Michael Palin)
- 1986 : Comme un chien enragé : Tony Pine (David Strathairn)
- 1989 : Kill Me Again : le vendeur de billets d'avion (Dan Sturdivant)
- 1991 : Point Break : Roach (James LeGros)
- 1992 : Retour à Howards End : Charles Wilcox (James Wilby)
- 1993 : À la recherche de Bobby Fischer : Kalev (David Paymer)
- 1993 : Short Cuts : Bill Bush (Robert Downey Jr.)
- 1993 : Les Princes de la ville : Cruz (Jesse Borrego)
- 1993 : Stalingrad : le lieutenant Hans von Witzland (Thomas Kretschmann)
- 1993 : Feu sur l'Amazone : R. J. O'Brien (Craig Sheffer)
- 1994 : Wolf : Roy (David Hyde Pierce)
- 1994 : Pulp Fiction : Ringo / le rat (Tim Roth)
- 1994 : L'Amour en équation : James Moreland (Stephen Fry)
- 1995 : Candyman 2 : Paul McKeever (Timothy Carhart)
- 1995 : Batman Forever : l'annonceur au cirque (Daniel Reichert)
- 1996 : Rock : Phil (Andy Ryan)
- 1996 : Basquiat : René Ricard (Michael Wincott)
- 1997 : Des hommes d'influence : Fad King (Denis Leary)
- 1997 : L'Associé du diable : Larry (Neal Jones)
- 1997 : In and Out : Howard Brackett (Kevin Kline)
- 1997 : L'Homme qui en savait trop... peu : James Ritchie (Peter Gallagher)
- 1998 : La Méthode zéro : Daryl Zero (Bill Pullman)
- 1998 : Préjudice : Bill Crowley (Željko Ivanek)
- 1998 : He Got Game : Chick Deagan (Rick Fox)
- 1998 : Las Vegas Parano : Sven, le réceptionniste de l'hôtel Flamingo (Christopher Meloni)
- 1999 : Comportements troublants : Edgar Caldicott (Bruce Greenwood)
- 1999 : Elmo au pays des grincheux : Huxley (Mandy Patinkin)
- 1999 : La Momie : M. David Daniels (Corey Johnson)
- 2000 : Les Embrouilles de Will : Willard Fillmore (Norm Macdonald)
- 2000 : Une vie à deux : Dave (Paul Reiser)
- 2000 : Little Nicky : Adrian (Rhys Ifans)
- 2001 : Opération Espadon : Marco (Vinnie Jones)
- 2001 : Comme chiens et chats : Calico (Jon Lovitz) (voix)
- 2001 : Route 666 : U.S. Marshal (Dale Midkiff)
- 2001 : Un nouveau Russe : Platon Makovsky (Vladimir Machkov)
- 2001 : L'Expérience : Berus (Justus von Dohnányi)
- 2001 : Traffic : Eduardo Ruiz (Miguel Ferrer)
- 2002 : Appel au meurtre : Hank Wilford (Hart Bochner)
- 2002 : Embrassez la mariée ! : Marty Weinberg (Johnny Whitworth)
- 2002 : Les Aventures de Mister Deeds : Mac McGrath (Jared Harris)
- 2003 : Zatōichi : le clown (Kanji Tsuda)
- 2003 : Sans frontière : Nick Callahan (Clive Owen)
- 2003 : Bad Boys 2 : Capitaine Howard (Joe Pantoliano)
- 2003 : La Vie de David Gale : Allan Fruella (Marco Perella)
- 2003 : National Security : L'inspecteur Frank McDuff (Colm Feore)
- 2003 : Le Manoir hanté et les 999 Fantômes : un des bustes en pierre
- 2004 : Torque, la route s'enflamme : Agent McPherson (Adam Scott)
- 2004 : Moi, Peter Sellers : Peter Sellers (Geoffrey Rush)
- 2004 : Highwaymen : La Poursuite infernale : Le conseiller en traumatologie (James Kee)
- 2005 : Hitch, expert en séduction : Max (Adam Arkin)
- 2005 : Les Seigneurs de Dogtown : Chino (Vincent Laresca)
- 2005 : The Island : Gandu Three Alpha (Brian Stepanek)
- 2005 : Spartan : Gaines (Steven Culp)
- 2006 : Like Minds : Martin McKenzie (Richard Roxburgh)
- 2006 : The Host : Shades (Park No-syk)
- 2006 : Le Maître d'armes : Chin (Chen Zhihui)
- 2007 : La Guerre selon Charlie Wilson : Cravely (John Slattery)
- 2007 : DOA: Dead or Alive : Victor Donovan (Eric Roberts)
- 2007 : Big Movie : Harry Potter (Kevin McDonald)
- 2007 : Mongol : Jamukha (Honglei Sun)
- 2008 : Two Lovers : Ronald Blatte (Elias Koteas)
- 2008 : Chronique des morts-vivants : Jason Creed (Joshua Close)
- 2008 : La Momie : La Tombe de l'Empereur Dragon : Mad Dog Maguire (Liam Cunningham)
- 2009 : Jeux de pouvoir : Dominic Foy (Jason Bateman)
- 2009 : The Informant! : Mick Andreas (Tom Papa (en))
- 2009 : Sept vies : Stewart Goodman (Tim Kelleher)
- 2009 : Saw 6 : William Easton (Peter Outerbridge)
- 2009 : Démineurs : John Cambridge (Christian Camargo)
- 2009 : Duplicity : Duke Monahan (Denis O'Hare)
- 2009 : The Red Riding Trilogy : Bob Craven (Sean Harris)
- 2009 : Vic le Viking : Ramon Martinez Congaz (Michael Herbig)
- 2010 : Le Livre d'Eli : Redridge (Ray Stevenson)
- 2010 : Le Monde de Narnia : L'Odyssée du Passeur d'Aurore : Ripitchip (voix) (Simon Pegg)
- 2010 : Morning Glory : Paul McVee (Ty Burrell)
- 2010 : Karaté Kid : ? (?)
- 2011 : Hanna : Erik Heller (Eric Bana)
- 2011 : Mes meilleures amies : Don Cholodecki (Michael Hitchcock)
- 2011 : Au pays du sang et du miel : Danijel (Goran Kostić)
- 2012 : Men in Black 3 : Andy Warhol / Agent W (Bill Hader)
- 2013 : The Call : Alan Denado (Michael Imperioli)
- 2013 : Ma vie avec Liberace : Bob Black (Scott Bakula)
- 2014 : RoboCop : Antoine Vallon (Patrick Garrow)
- 2014 : L'Amour à vol d'oiseau : le père de Colin (Anthony Head)
- 2015 : Avengers : L'Ère d'Ultron : Ultron (James Spader)
- 2015 : Père et Fille : Dr. Barrett (Darren Eliker)
- 2016 : La Couleur de la victoire :  Wolfgang Furstner (Marcus Bluhm)
- 2016 : La Fille du train : Dr Kamal Abdic (Édgar Ramírez)
- 2017 : A Cure for Life : le directeur adjoint (Adrian Schiller)
- 2017 : No Way Out : Mirko (Clemens Schick)
- 2017 : Pirates des Caraïbes : La Vengeance de Salazar : l'oncle de Jack (Paul McCartney) (caméo)
- 2017 : Wind River : Matt (Jon Bernthal)
- 2017 : Star Wars, épisode VIII : Les Derniers Jedi : un commandant du Premier Ordre (Gerard Monaco)
- 2018 : Les Sentinelles du Pacifique : Zhao Chun (Wu Gang)
- 2018 : Hunter Killer : Bill Beaman (Toby Stephens)
- 2019 : Dumbo : Baritone Battes (Michael Buffer)
- 2019 : Rocketman : Stanley Dwight (Steven Mackintosh)
- 2019 : Once Upon a Time… in Hollywood : Sam Wanamaker (Nicholas Hammond)
- 2019 : Le Gangster, le Flic et l'Assassin : Kwon Oh-Seong (Choi Min-cheol (en))
- 2019 : Maléfique : Le Pouvoir du mal : le roi Jean (Robert Lindsay)
- 2019 : Dans les yeux d'Enzo : Don Kitch (Gary Cole)
- 2019 : La Légende du dragon : le trésorier de la sorcière (Yu Li)
- 2020 : L'Incroyable histoire de l'Île de la Rose : Giovanni Leone (Luca Zingaretti)
- 2021 : Cruella : John (Mark Strong)
- 2021 : Resident Evil : Bienvenue à Raccoon City : Brian Irons (Donal Logue)
- 2021 : Anne Frank, ma meilleure amie : Hans Goslar (Roeland Fernhout)
- 2021 : Yara (it) : l'avocat Claudio Salvagni (Lorenzo Acquaviva (it))
- 2022 : Mariage à la polonaise (it) : le ministre Kosecki (Marcin Perchuć (pl))
- 2023 : La Petite Sirène : Sir Grimsby (Art Malik)
- 2023 : Le Comte : Fyodor (Alfredo Castro)
- 2023 : Golda : Moshe Dayan (Rami Heuberger)
- 2023 : Napoléon : François Ier (Miles Jupp (en))
- 2023 : Joy Ride : Dae Han (Daniel Dae Kim)
- 2024 : Les Intrus : Rudy (Ben Cartwright)
- 2024 : Rebel Ridge : M. Liu (Dana Lee)
- 2024 : The Apprentice : Mike Wallace (Stuart Hughes (en))
- 2024 : Trouble : Norinder (Dejan Čukić)
- 2024 : Blitz : Gerald (Paul Weller)
- 2024 : The Great Lillian Hall (en) : ? (?)
- 2025 : Almost Cops (nl) : Smits (Steef Cuijpers (nl))

#### Films d'animation
- 1993 : Batman contre le fantôme masqué : Arthur Reeves
- 1997 : Fifi Brindacier : Bloom
- 1998 : Mulan : Ling[n 2]
- 1998 : Le Prince d'Égypte : Huy[n 3]
- 1998 : Pocahontas 2 : Un monde nouveau : le deuxième fou du roi
- 1998 : La Mouette et le Chat : Fidèle (voix chantée)
- 1999 : Le Géant de fer : Kent Mansley
- 2000 : Le Petit Dinosaure : La Pierre de feu : Ptérano
- 2000 : Joseph, le roi des rêves : Reuben
- 2000 : Le Gâteau magique : Albert / Watkin Wombat (voix chantées)
- 2000 : Tom Sawyer : Huckleberry Finn
- 2003 : La Légende du Cid : Fanez
- 2004 : Mulan 2 : La Mission de l'Empereur : Ling[n 2]
- 2004 : Mickey, Donald, Dingo : Les Trois Mousquetaires : le narrateur (Troubadour)
- 2005 : Les Noces funèbres : Bonejangles[n 4]
- 2005 : Les Aventures de Impy le Dinosaure : le professeur Horatio Tibberton
- 2006 : La Ferme en folie : Freddy le furet (1er doublage)
- 2007 : Ratatouille : l'avocat
- 2008 : Delgo : le général Raius[n 5]
- 2009 : Coraline : Charlie Jones, le père de Coraline et l'autre père[n 6]
- 2009 : Fantastic Mr. Fox : Lapin
- 2009 : Le Monde merveilleux de Impy : le professeur Horatio Tibberton
- 2010 : Raiponce : le satyre[n 7]
- 2010 : Arrietty, le petit monde des chapardeurs : le père d'Arrietty et Poddo
- 2010 : Animaux et Cie : Smith l'homme, Chine le buffle et Biggie le rhinocéros
- 2011 : Phinéas et Ferb, le film : Voyage dans la 2e dimension : le docteur Heinz Doofenshmirtz[n 8]
- 2013 : Tarzan : William Clayton
- 2013 : L'Île des Miam-nimaux : Tempête de boulettes géantes 2 : Chester V
- 2016[n 9] : Yu-Gi-Oh! The Dark Side of Dimensions : le père de Ryō Bakura
- 2017 : Batman vs. Double-Face : Hugo Strange[n 10]
- 2017 : Tom et Jerry au pays de Charlie et la chocolaterie : M. Slugworth
- 2018 : Batman: Gotham by Gaslight : Hugo Strange[n 11]
- 2018 : Flavors of Youth : Steve
- 2019 : Zim l'envahisseur et le Florpus : Zim
- 2020 : Phinéas et Ferb, le film : Candice face à l'univers : le docteur Heinz Doofenshmirtz[n 8]

### Télévision

#### Téléfilms
- 1996 : L'Homme qui nous a trahies : Carl Gibbons / Gilbaine (John Terry)
- 1996 : Le Seigneur du temps : le Huitième docteur (Paul McGann)
- 2001 : Le Royaume des voleurs : Prince Philippe (Stephen Moyer)
- 2001 : Les Aventuriers du monde perdu : Lord John Phillip Roxton (Tom Ward)
- 2002 : Meurtre à Greenwich : Dr Baden (Michael Saccente)
- 2002 : Carrie : John Mulcahey (David Keith)
- 2003 : Hélène de Troie : Menelas (James Callis)
- 2004 : Bonheur en péril : Michael (Stewart Bick)
- 2004 : Entre les mains de l'ennemi : Ludwig Cremer (Thomas Kretschmann)
- 2005 : Miss Détective : Le Tableau volé : Lance Saxon (Philip Casnoff)
- 2005 : Vengeance de femme : Russell Landers (David Millbern)
- 2006 : Deux mariages de trop : Gabriel (Mark Humphrey)
- 2007 : Présomption d'innocence : Walter Hobbs (Sean Tucker)
- 2007 : L'ABC du meurtre : Revers de fortune : Rene de Leone (Tomas Arana)
- 2007 : Troie, la cité du trésor perdu : Yannakis (Merab Ninidze)
- 2009 : La Peur en mémoire : Bob Hoffman (Richard Robitaille)
- 2009 : La Bague de Sophia : Jack Singer (Cameron Bancroft)
- 2015 : Un merveilleux cadeau pour Noël : Rex  Cooper (Rick Fox)
- 2017 : Gun Shy : Turk Henry (Antonio Banderas)
- 2024 : Il m'a trompée avec la nounou : Richard (Peter Nelson)
- 2024 : À moi pour toujours : Larry Jones (Craig Stepp)

#### Séries télévisées
- Tim Guinee dans (10 séries) :
  - Strange World (1999) : le capitaine Paul Turner (13 épisodes)
  - The Lost Room (2006) : Eddie McCleister (mini-série)
  - Life (2009) : Gus Wilvern (saison 2, épisode 17)
  - Lie to Me (2009) : Alec Foster (saison 1)
  - Numb3rs (2009) : Glen Olin (saison 6, épisode 3)
  - Nip/Tuck (2010) : Joel Seabrook (saison 6, épisode 13)
  - Los Angeles, police judiciaire (2010) : le colonel Richards (épisode 4)
  - The Good Wife (2011-2015) : Andrew Wiley (10 épisodes)
  - Revolution (2012-2014) : Ben Matheson (10 épisodes)
  - Elementary (2014-2019) : l'agent Dean McNally (8 épisodes)

- Adrian Pasdar dans (7 séries) :
  - Heroes (2006-2010) : Nathan Petrelli (60 épisodes)
  - Castle (2011) : l'agent Mark Fallon (saison 3, épisodes 16 et 17)
  - New York, section criminelle (2011) : Mason Kent (saison 10, épisode 5)
  - Burn Notice (2013) : Randall Burke (saison 7)
  - Marvel : Les Agents du SHIELD (2014-2018) : le général Glenn Talbot (24 épisodes)
  - Rosewood (2015) : Dr Derek Foster (saison 1, épisode 4)
  - Colony (2016-2017) : Nolan Burgess (10 épisodes)

- Rick Fox dans (6 épisodes) :
  - Oz (1997-1998) : Jackson Vahue (saisons 1-2)
  - Kevin Hill (2005) : Stephen Melbourne (épisode 19)
  - Shark (2006) : lui-même (saison 1, épisode 1)
  - Les Frères Scott (2006) : Daunte Jones (saison 4)
  - The Glades (2013) : Darius Lockes (saison 4)
  - Shoot the Messenger (en) (2016) : Anthony Telpher (3 épisodes)

- Philip Casnoff dans (6 séries) :
  - La Vie avant tout (2000-2005) : Dr Robert Jackson (108 épisodes)
  - New York, cour de justice (2005) : Nick Forster (épisode 9)
  - Numb3rs (2006) : Maurice Connors (saison 3, épisode 6)
  - Jane Doe : Miss Détective (2008) : (épisode 9)
  - Dollhouse (2009-2010) : Clive Ambrose (3 épisodes)
  - NCIS : Enquêtes spéciales (2011-2012) : Sean Latham (saison 9, épisodes 1 et 12)

- Cameron Bancroft dans (5 séries) :
  - Code Eternity (2000) : Ethaniel (26 épisodes)
  - Charmed (2000) : Cryto (saison 2, épisode 17)
  - Beautiful People (2005) : Joe Seplar (4 épisodes)
  - Smallville (2009) : Dr Coats (saison 9, épisode 3)
  - Chesapeake Shores (2017) : Carlton Chase (saison 2)

- James Spader dans (4 séries) :
  - The Practice : Donnell et Associés (2003-2004) : Alan Shore (22 épisodes)
  - Boston Justice (2004-2008) : Alan Shore (101 épisodes)
  - The Office (2011-2012) : Robert California (en) (25 épisodes)
  - Blacklist (2013-2023) : Raymond « Red » Reddington (218 épisodes)

- Paul Schulze dans (4 séries) :
  - À la Maison-Blanche (2004) : Terrance Sligh (saison 6, épisode 6)
  - Nurse Jackie (2009-2015) : Eddie Walzer (80 épisodes)
  - Suits : Avocats sur mesure (2016-2017) : Frank Gallo (12 épisodes)
  - Tommy (en) (2020) : Len Egan (3 épisodes)

- Marco Sanchez dans :
  - Walker, Texas Ranger (1997-1999) : l'inspecteur Carlos Sandoval (16 épisodes)
  - Le Successeur (1999) : Carlos Sandoval (6 épisodes)
  - Dollhouse (2009) : Blevins (saison 1, épisode 12)

- Michael Stuhlbarg dans :
  - Boardwalk Empire (2010-2013) : Arnold Rothstein (48 épisodes)
  - Traitors (2019) : Rowe (5 épisodes)
  - Your Honor (2020-2023) : Jimmy Baxter (20 épisodes)

- John Barrowman dans :
  - Arrow (2012-2019) : Malcolm Merlyn / Dark Archer (68 épisodes)
  - Flash (2015 / 2017) : Malcolm Merlyn / Dark Archer (saison 2, épisode 8 et saison 3, épisode 17)
  - Legends of Tomorrow (2016-2017) : Malcolm Merlyn / Dark Archer (saison 2)

- John Slattery dans :
  - De la Terre à la Lune (1998) : Walter Mondale (mini-série)
  - Sex and the City (2000) : Bill Kelley (saison 3, épisodes 1 et 2)

- Christoph M. Ohrt dans :
  - Helicops (1998-2001) : Karl « Charly » von Schumann (27 épisodes)
  - Duo de maîtres (2002-2005) : Felix Edel (52 épisodes)

- Rob Estes dans :
  - Susan ! (en) (1999-2000) : Oliver Browne (20 épisodes)
  - La Treizième Dimension (2002) : Scott Turner (épisode 20)

- Andy Umberger dans :
  - Preuve à l'appui (2001) : Dr Leonard Bloom (saison 1, épisode 6)
  - Desperate Housewives (2005 / 2008) : l'officier Romslow (saison 2, épisode 1 et saison 4, épisode 17)

- Obba Babatundé dans :
  - Half and Half (2002-2006) : Charles Thorne (34 épisodes)
  - NCIS : Enquêtes spéciales (2009) : Joe Banks (saison 6, épisode 18)

- Benjamin Bratt dans :
  - DOS : Division des opérations spéciales (2005-2006) : le major Jim Tisnewski (23 épisodes)
  - Private Practice (2011-2013) : Dr Jake Reilly (36 épisodes)

- David Alan Basche dans :
  - Starter Wife (2008) : Kenny Kagan (10 épisodes)
  - New York, unité spéciale (2010) : Michael Gallagher (saison 11, épisode 14)
  - Chicago Police Department (2015) : Jim Sheltie (saison 3, épisode 9)

- Ted Atherton (en) dans :
  - XIII : La Conspiration (2008) : le sénateur puis président des États-Unis Wally Sheridan (mini-série)
  - XIII, la série (2011) : Wally Sheridan (13 épisodes)

- Andrew McCarthy dans :
  - Lipstick Jungle : Les Reines de Manhattan (2008-2009) : Joe Bennett (20 épisodes)
  - Royal Pains (2009) : Marshall Bryant (saison 1, épisodes 2 et 10)

- Michael Nyqvist dans :
  - Millenium (2010) : Mikael Blomkvist (mini-série)
  - Zero Hour (2013) : White Vincent (13 épisodes)

- Toby Stephens dans :
  - Strike Back (2010) : Frank Arlington (saison 1, épisodes 5 et 6)
  - Black Sails (2014-2017) : le capitaine James Flint (38 épisodes)

- Michael Imperioli dans :
  - Detroit 1-8-7 (2010-2011) : l'inspecteur Louis Fitch (18 épisodes)
  - Lucifer (2016-2017) : Uriel (saison 2, épisodes 5 et 13)

- Dejan Čukić dans :
  - Borgia (2011-2014) : Giuliano Della Rovere (30 épisodes)
  - Berlin Station (2018-2019) : Kolya Akulov (saison 3)

- Peter Outerbridge dans :
  - 12 Monkeys (2015-2018) : Dr Elliot Jones (3 épisodes)
  - V Wars (2019) : Calix Niklos (9 épisodes)

- Steve Pemberton dans :
  - Good Omens (2019-2023) : M. Glozier (saison 1, épisode 3 et saison 2, épisode 4)
  - Killing Eve (2020) : Paul (saison 3)

- Hugh Grant dans :
  - The Undoing (2020) : Jonathan Fraser (mini-série)
  - Le Régime (2024) : Edward Keplinger (mini-série)
- 1990-1992 : Amoureusement vôtre : Paul Slavinsky (Joseph Breen) (88 épisodes)
- 1994 : Docteur Quinn, femme médecin : le colonel Egan (John Patrick Reger) (saison 2, épisode 13)
- 1995 : X-Files : Aux frontières du réel : l'inspecteur Cline (Frank Cassini) (saison 3, épisode 4)
- 1998 : Au-delà du réel : L'aventure continue : Larry Chambers (Gregory Harrison) (saison 4, épisode 14)
- 1998 : Chérie, j'ai rétréci les gosses : Ronald Meezy (Bryan Cranston) (saison 2, épisode 11)
- 1998-1999 : Ally McBeal : Dr Greg Butters (Jesse L. Martin) (12 épisodes)
- 1998-1999 : Mortal Kombat: Conquest : Rayden (Jeffrey Meek)
- 1999 : Total Recall 2070 : James Calley (Matthew Bennett) (22 épisodes)
- 2000-2004 : Angel : Lorne (Andy Hallett) (76 épisodes)
- 2001 : Black Scorpion : l'inspecteur Steve Rafferty (Scott Valentine) (22 épisodes)
- 2001 : Deuxième Chance : Steven Slater (Edward Atterton) (saison 3, épisode 8)
- 2001 : Preuve à l'appui : le père Lynch (Christopher Cousins) (saison 1, épisode 3)
- 2001 : Boston Public : Richard Saunders (Jim Abele) (saison 1, épisode 21)
- 2001-2005 : Star Trek: Enterprise : le lieutenant Malcolm Reed (Dominic Keating) (97 épisodes)
- 2002-2014 : Bienvenue à Lazy Town : Robbie Rotten (Stefán Karl Stefánsson) (63 épisodes)
- 2003 : La Treizième Dimension : Nick Dark (Wayne Knight) (épisode 33)
- 2004 : Stargate Atlantis : Meadon (Michael Puttonen) (saison 1, épisode 10)
- 2004 : Les Arnaqueurs VIP : Ray Fordham (Lee Ross) (saison 1, épisode 6)
- 2006-2007 : Desperate Housewives : Bill Pearce (Mark Deklin) (saison 3, épisodes 10 et 11)
- 2007 : Power Rangers : Opération Overdrive : Andrew Hartford (Rod Lousich) (31 épisodes)
- 2007 : Prison Break : Dr Erik Stammel (Taylor Nichols) (saison 2, épisode 18)
- 2008 : Monk : Ralph Roberts (Howie Mandel) (saison 6, épisode 11 et saison 7, épisode 7)
- Bones : Hank Lutrell (Mitch Longley), Gerard Bonham (David Yelland), Bill O'Rourke (Dan Sachoff), Sean Mortenson (Jeff Yagher), Greg Bovitz (Brady Smith)
- Cold Case : Affaires classées : Paul Kern (Albie Selznick) et Daniel Gomez (Jaime Gomez)
- Le Destin de Bruno : Martin König (Peter Raffalt)
- Dr House : docteur Sebastian Charles (Ron Livingston), Flynn (Steve Valentine), Nick Greenwald (Jay Karnes)
- Durham County : Jonathan Verrity (Geordie Johnson)
- Les Enquêtes de Murdoch : Martin Hammerton (Laurie Murdoch)
- Bailey et Stark : Frank Savage (Gary Cole)
- Grimm : Mason Snyder (Doug Brooks)
- Meurtres en sommeil : Jimmy Marshall (Finbar Lynch)
- NCIS : Enquêtes spéciales : Curtis Teague (Robert Rusler), Joe Tabarez (Carlos Lacamaras)
- New York Police Blues : Tommy Lang (John Lachiavelli), Raphael Vazquez (Luis Antonio Ramos), Frank Hughes (Daniel Baldwin)
- New York, unité spéciale : Andre Lasnik (Leonid Citer), Frank Barbarosa (Frank Grillo), le manager du restaurant (Ron Domingo), Rodriguez (Ed Vassallo), Ahmet Elbisi (Sean Anthony Moran), (Bruce Winant)
- Persons Unknown : Liam Ulrich (Alan Smyth)
- Scrubs : Perry Cox (John C. McGinley) (voix chantée)
- Stargate SG-1 : Sergei Evanov (Raoul Ganeev), Rafael (Frank Roman), le lieutenant Fisher (Panou)
- 2010 : Castle : Hans Von Mannschaft (Clint Glenn) (saison 3, épisode 7)
- 2010 : Flashpoint : le coach Welstead (Mike Dopud) (saison 3, épisode 4)
- 2010 : Les Tudors : Henry Howard (David O'Hara) (saison 4)
- 2010 : Ghost Whisperer : Charlie Hammond (John Asher) (saison 5, épisode 18)
- 2010-2015 : The Good Wife : l'inspecteur Kevin Rodriguez (Felix Solis) (7 épisodes)
- 2013-2016 : Devious Maids : Adrian Powell (Tom Irwin) (49 épisodes)
- 2014 : Girls : Jasper (Richard E. Grant) (saison 3)
- 2014-2015 : Defiance : le maire Niles Pottinger (James Murray) (14 épisodes)
- 2014-2015 : Dominion : David Wheele (Anthony Stewart Head) (21 épisodes)
- 2015 : The Last Kingdom : le roi Peredur (Paul Ritter) (saison 1, épisode 6)
- 2015 : Daredevil : James Wesley (Toby Leonard Moore) (saison 1)
- 2015 : Luther : le capitaine Theo Bloom (Darren Boyd) (saison 4, épisode 1)
- 2016 : Goliath : Wendell Corey (Dwight Yoakam) (saison 1)
- 2016 : The Night Manager : L'Espion aux deux visages : le major Lance « Corky » Corkoran (Tom Hollander) (mini-série)
- 2016-2017 : Outcast : le maire When Boyd (Toby Huss) (7 épisodes)
- 2016-2018 : Angie Tribeca : Randy / Dr Zaius (John Michael Higgins) (3 épisodes)
- 2016-2018 : Speechless : Billy (Rob Corddry) (3 épisodes)
- 2017 : Wormwood : Dr Sidney Gottlieb (Tim Blake Nelson) (mini-série)
- 2017 : Feud : Jack Warner (Stanley Tucci) (saison 1)
- 2017-2018 : Bad Blood : Declan Gardiner (Kim Coates) (14 épisodes)
- 2017-2018 : The Path : Kodiak (James Remar) (9 épisodes)
- 2017-2019 : Les Enquêtes de Murdoch : l'inspecteur Horace McWorthy (Sean Bell) (5 épisodes)
- 2017-2019 : Star : l'inspecteur Walter Batista (Phillip DeVona) (8 épisodes)
- 2017-2020 : Brooklyn Nine-Nine : Kit Durnings (Rick Chambers) (saison 4, épisode 22) et lui-même (Mark Cuban) (saison 7, épisode 8)
- depuis 2017 : Stranger Things : Dr Sam Owens (Paul Reiser)
- 2018 : Beat (de) : Dr Brandt (Karl Markovics) (6 épisodes)
- 2018-2019 : O Mecanismo : Roberval Bruno (Giulio Lopes (pt)) (10 épisodes)
- 2018-2019 : Mayans M.C. : Michael « Riz » Ariza (Antonio Jaramillo) (20 épisodes)
- 2018-2019 : Knightfall : Berenger (Peter O'Meara (en)) (8 épisodes)
- 2018-2019 : Trapped : Forsætisráðhærra (Hinrik Ólafsson) (saison 2)
- 2019 : Mindhunter : Dr Moritz (Erik Jensen (en)) (saison 2)
- 2019 : Bad Mothers (en) : Harry Buttle (David Roberts)
- 2019 : Curfew (en) : El Capitano (Jason Thorpe)
- 2019 : Obsession : William (Adrian Edmondson)
- 2019 : Carnival Row : Absalom Breakspear (Jared Harris) (saison 1)
- 2019-2020 : Mr. Iglesias : Carlos (Oscar Nuñez) (18 épisodes)
- 2019-2020 : Monstromalins : M. Primm (Marty Robinson) (voix) (21 épisodes)
- depuis 2020 : Industry : Bill Adler (Trevor White (en))
- 2021 : L'Empire du bling : Gabriel Chiu (téléréalité)
- 2021 : Tribes of Europa : le capitaine Yvar (Sebastian Blomberg)
- 2022 : Promised Land (en) : Joe Sandoval (John Ortiz)
- 2022 : La Défense Lincoln : l'inspecteur Lee Lankford (Jamie McShane) (saison 1)
- 2022 : Belascoarán, détective privé : Eliseo Romero [Qui ?] et Javier Cuesta (Eligio Meléndez (es)) (mini-série)
- 2022-2025 : Andor : le colonel Yularen (Malcolm Sinclair (en)) (saison 1) et le général Draven (Alistair Petrie) (saison 2)
- 2023 : The Consultant : Regus Patoff (Christoph Waltz)
- 2023 : Transatlantique : ? (?) (mini-série)
- 2023 : Song of the Bandits (en) : Yamada (Kim In-woo)
- 2023 : Jane : M. Harrison (Mark McKinney)
- 2023 : Yu Yu Hakusho : Toguro (Kenichi Takitō (en))
- 2023 : Le Renard : Prince des voleurs : Justice Micawber (Nicholas Hope) (saison 1, épisodes 6 et 7)
- 2023-2024 : The Big Door Prize : M. Johnson (Patrick Kerr (en))
- 2024 : Sexy Beast (en) : Sir Stephen Eaton (Julian Rhind-Tutt)
- 2025 : Bosch: Legacy : Ken Gurbizs (Gonzalo Menendez) (saison 3)

#### Séries d'animation
- 1986-1988[n 12] : Juliette, je t'aime : Hugo Dufour (voix principale)
- 1995[n 13] : Slayers : Zelgadis
- 1996-1998 : Les Spectraculaires Nouvelles Aventures de Casper : Dr Harvey et Teigneux
- 1997-2001 : Daria : Trent, M. O'Neil et divers autres personnages
- 1998-1999 : Sherlock Holmes au 22e siècle : Sherlock Holmes
- 1999 : Diabolik, sur les traces de la panthère : Diabolik
- 1999-2000[n 14] : GTO : le sous-directeur Uchiyamada
- 2000 : Scott, premier de la classe (en) : Spot / Scott Helperman
- 2001 : La Légende de Tarzan : Hooft (chants, épisode 6)
- 2003-2006 : Kid Paddle : M. Paddle, Grand-Père Paddle et Mirador (création de voix)
- 2004-2006 : Dragon Booster : Moordryd Payn
- 2005-2017 : Mes parrains sont magiques : Adam West / l'Homme-chat, des elfes et le grand-père de Timmy
- 2006 : Avatar, le dernier maître de l'air : Long Feng
- 2007-2009 : Sushi Pack : le maire Martin, le chef Titanium et Toro
- 2008-2009 : Les Monsieur Madame : Monsieur Grincheux, Monsieur Petit, Monsieur Nerveux, Monsieur Silence et Monsieur Bruit
- 2008-2011 : One Piece : Gecko Moria (1re voix, épisodes 343 à 515)
- 2008-2015 / 2025 : Phinéas et Ferb : Dr Heinz Doofenshmirtz[n 8]
- 2009-2013 : The Cleveland Show : Cleveland Brown (en)
- depuis 2011 : South Park : le principal PC, Steve Jobs et voix diverses secondaires (depuis la saison 15)
- 2012 : La Légende de Korra : Shiro Shinobi, le commentateur et narrateur, Aiwei, le bras droit de Suyin et autres rôles secondaires
- 2012-2015[n 15] : Brickleberry : Steve[n 16]
- 2013-2014 : Dofus : Aux trésors de Kerubim : Bashi Squale (création de voix)
- 2014-2017 : Roi Julian ! L'Élu des lémurs : Abner
- 2015 : La Garde du Roi lion : Tamaa
- 2015-2017 : Le Show de M. Peabody et Sherman : M. Peabody[n 17]
- 2015-2018 : Les Aventures du Chat potté : Artefius / Sino et Uli
- 2013-2015 : Sanjay et Craig : Tufflips (1re voix)
- 2016 : Pokémon Générations : Bardane et Ghetis
- 2017-2018 : Chasseurs de trolls : Les Contes d'Arcadia : Unkar[n 18]
- 2018 : La Légende des Trois Caballeros : Lord Felldrake Sheldgoose
- 2018-2022 : Paradise Police : Dusty, le chef Hancock et voix additionnelles
- 2018-2023 : Désenchantée : le prince Merkimer, Odval, Héraut, Omer, le roi Elfe et voix additionnelles
- 2019[n 19]-2023 : Vinland Saga : Leif Ericson (doublage Netflix)
- 2020 : Kipo et l'Âge des Animonstres : Ruffles
- 2020 : 7 Seeds : le capitaine du navire
- 2020-2021 : Ollie et le Monstrosac : le directeur-adjoint Magna
- 2021 : What If...? : Ultron / Sentinelles Ultron[n 20] (saison 1, épisodes 8 et 9)
- 2021 : Solar Opposites : le prêtre et voix additionnelles (saison 2, épisode 9)
- depuis 2021 : Les Razmoket : Roger-Jean Cornichon, Grand-père Boris, Bob Saumure, Alfie et Lord Cratère
- 2021 : Presto ! Le Manoir magique : Lorenzo (création de voix)
- 2022 : La Légende de Vox Machina : le duc Vedmire[n 21]
- 2022 : Farzar : Dr Barry Barris
- 2022-2024 : Urusei Yatsura : Cherry
- 2023 : Digman! (en) : voix additionnelles
- 2023 : I'm in Love with the Villainess : Torrid
- 2023 : KonoSuba : An Explosion on This Wonderful World! : Pucchin
- 2024-2025 : Les Carnets de l'Apothicaire : Shishō
- depuis 2024 : Ranma ½ : Genma Saotome
- 2025 : Black Butler : Emerald With Arc : Tanaka

#### OAV
- 1993-2003[n 22] : JoJo's Bizarre Adventure : Noriaki Kakyoin

### Jeux vidéo
- 2004 : Rise to Honour : Kit Yun (sous les traits de Jet Li)[n 23]
- 2005 : God of War : le fossoyeur
- 2005 : Buzz! : Buzz
- 2005 : Ratchet Gladiator : Dallas Wanamaker[4]
- 2005 : Tom Clancy's Splinter Cell: Chaos Theory : voix additionnelles
- 2006 : Kingdom Hearts II : Ling
- 2007 : Assassin's Creed : voix additionnelles
- 2007 : Ratchet and Clank : la taille, ça compte : Otto Destructor[5]
- 2009 : Anno 1404 : Sir Gavin Langton
- 2010 : Alan Wake : le narrateur de l'émission Zone X / Night Springs
- 2011 : Deus Ex: Human Revolution : Bill Taggart
- 2011 : Star Wars The Old Republic : Gault Rennow, le partenaire Dévaronien du chasseur de primes
- 2011 : Rango : Rango
- 2013 : Disney Infinity : Han Solo / l'Amiral Ackbar
- 2015 : Lego Dimensions : le Deuxième Docteur et le Septième Docteur
- 2016 : Deus Ex: Mankind Divided : le toubib
- 2017 : Star Wars Battlefront II : le Comte Dooku
- 2017 : Guild Wars 2: Path of Fire : Archonte Iberu
- 2018 : Lego DC Super-Vilains : Malcolm Merlyn[n 24]
- 2019 : Anno 1800 : Sir Archibald Blake
- 2019 : Borderlands 3 : Typhon DeLeon
- 2019 : Planet Zoo : Dominic Myers
- 2020 : Final Fantasy VII Remake : voix additionnelles
- 2020 : Cyberpunk 2077 : Lucius Rhyne
- 2021 : Outriders : voix additionnelles
- 2021 : Astérix et Obélix : Baffez-les tous ! : personnages divers
- 2022 : Puy du Fou : La Quête d'Excalibur : La Pérouse et Aldéric
- 2023 : Hi-Fi Rush : ?
- 2023 : Atomic Heart : ?
- 2023 : Goldorak : Le Festin des Loups : Antarès, Rigel, le grand-père, l'opérateur du centre et des civils
- 2024 : Final Fantasy VII Rebirth : voix additionnelles
- 2024 : South Park: Snow Day! : ?
- 2024 : Akimbot : Shipset
- 2024 : Dead Rising Deluxe Remaster : Russell Barnaby
- 2024 : Star Wars Outlaws : ?

### Direction artistique
- 2014-2015[n 25] : Brickleberry (saison 3)
- 2017-2023 : Blacklist (à partir du milieu de la saison 5[6])

## Voix off

### Publicités
- BforBank